# Општина Плав
Општина Плав се налази у источном делу Црне Горе. Седиште општине је градско насеље Плав. Према резултатима пописа из 2023. године имала је 9050 становника.

## Насељена места
У општини се налази 31 насеље. Извршене су измене у броју насељених места у општини у односу на стари Закон о територијалној организацији: нека насељена места су модификовала своја имена, па су тако Богајићи, Брезојевица, Коленовићи и Новшићи сада Богајиће, Брезојевице, Кољеновићи и Новшиће. Формирана су и нова насељена места: Бабино Поље, Будојевице, Јара, Јасеница, Комарача, Корита, Пепиће и Хакање.

## Становништво
На попису 2011. године, није урачунат је и број становника данас самосталне општине Гусиње.

### Национални састав становништва општине по попису 2023. године
| Национални састав (са уделом преко 1%)‍ | Национални састав (са уделом преко 1%)‍ | Национални састав (са уделом преко 1%)‍ | Национални састав (са уделом преко 1%)‍ | Национални састав (са уделом преко 1%)‍ |
| -------------------------------------- | -------------------------------------- | -------------------------------------- | -------------------------------------- | -------------------------------------- |
|                                        |                                        |                                        |                                        |                                        |
| Бошњаци                                | Бошњаци                                |                                        | 5.940                                  | 65,64%                                 |
| Срби                                   | Срби                                   |                                        | 1.546                                  | 17,08%                                 |
| Албанци                                | Албанци                                |                                        | 853                                    | 9,43%                                  |
| Црногорци                              | Црногорци                              |                                        | 372                                    | 4,11%                                  |
| Муслимани                              | Муслимани                              |                                        | 236                                    | 2,61%                                  |
| остали                                 | остали                                 |                                        | 36                                     | 0,40%                                  |
| неизјашњени                            | неизјашњени                            |                                        | 48                                     | 0,53%                                  |
| укупно: 9.050                          |                                        |                                        |                                        |                                        |

### Национални састав становништва општине по попису 2011. године
| Национални састав (са уделом преко 1%)‍ | Национални састав (са уделом преко 1%)‍ | Национални састав (са уделом преко 1%)‍ | Национални састав (са уделом преко 1%)‍ | Национални састав (са уделом преко 1%)‍ |
| -------------------------------------- | -------------------------------------- | -------------------------------------- | -------------------------------------- | -------------------------------------- |
|                                        |                                        |                                        |                                        |                                        |
| Бошњаци                                | Бошњаци                                |                                        | 5.086                                  | 56,00%                                 |
| Срби                                   | Срби                                   |                                        | 1.951                                  | 21,49%                                 |
| Албанци                                | Албанци                                |                                        | 833                                    | 9,17%                                  |
| Црногорци                              | Црногорци                              |                                        | 735                                    | 8,10%                                  |
| Муслимани                              | Муслимани                              |                                        | 348                                    | 3,83%                                  |
| остали                                 | остали                                 |                                        | 128                                    | 1,41%                                  |
| укупно: 9.081                          |                                        |                                        |                                        |                                        |

### Верски састав становништва општине по попису 2023. године
| Верски састав (са уделом преко 1%)‍ | Верски састав (са уделом преко 1%)‍ | Верски састав (са уделом преко 1%)‍ | Верски састав (са уделом преко 1%)‍ | Верски састав (са уделом преко 1%)‍ |
| ---------------------------------- | ---------------------------------- | ---------------------------------- | ---------------------------------- | ---------------------------------- |
|                                    |                                    |                                    |                                    |                                    |
| Муслимани                          | Муслимани                          |                                    | 7.164                              | 79,16%                             |
| Православци                        | Православци                        |                                    | 1.800                              | 19,89%                             |
| Католици                           | Католици                           |                                    | 17                                 | 0,19%                              |
| остали                             | остали                             |                                    | 29                                 | 0,31%                              |
| неизјашњени                        | неизјашњени                        |                                    | 40                                 | 0,44%                              |

### Верски састав становништва општине по попису 2011. године
| Верски састав (са уделом преко 1%)‍ | Верски састав (са уделом преко 1%)‍ | Верски састав (са уделом преко 1%)‍ | Верски састав (са уделом преко 1%)‍ | Верски састав (са уделом преко 1%)‍ |
| ---------------------------------- | ---------------------------------- | ---------------------------------- | ---------------------------------- | ---------------------------------- |
|                                    |                                    |                                    |                                    |                                    |
| Муслимани                          | Муслимани                          |                                    | 6.363                              | 70,07%                             |
| Православци                        | Православци                        |                                    | 2.611                              | 28,75%                             |
| Католици                           | Католици                           |                                    | 11                                 | 0,12%                              |
| остали                             | остали                             |                                    | 96                                 | 1,06%                              |

### Језички састав становништва општине по попису 2023. године
| Језички састав (са уделом преко 1%)‍ | Језички састав (са уделом преко 1%)‍ | Језички састав (са уделом преко 1%)‍ | Језички састав (са уделом преко 1%)‍ | Језички састав (са уделом преко 1%)‍ |
| ----------------------------------- | ----------------------------------- | ----------------------------------- | ----------------------------------- | ----------------------------------- |
|                                     |                                     |                                     |                                     |                                     |
| Бошњачки језик                      | Бошњачки језик                      |                                     | 5.619                               | 62,09%                              |
| Српски језик                        | Српски језик                        |                                     | 1.710                               | 18,90%                              |
| Албански језик                      | Албански језик                      |                                     | 758                                 | 8,38%                               |
| Црногорски језик                    | Црногорски језик                    |                                     | 870                                 | 9,61%                               |
| остали                              | остали                              |                                     | 62                                  | 0,68%                               |
| неизјашњени                         | неизјашњени                         |                                     | 31                                  | 0,34%                               |